# Triángulo de Pirogoff

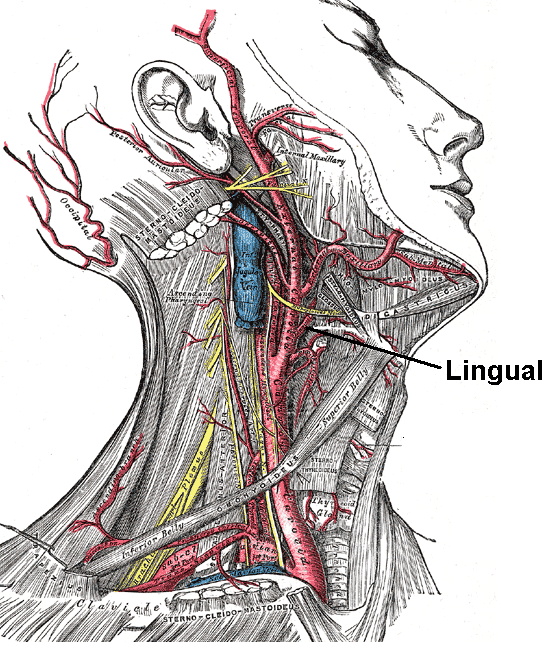
El triángulo de Pirogoff no está etiquetado, pero se indican la arteria lingual (etiquetada como Lingual) y otras estructuras anatómicas que forman los lados del triángulo.

El Triángulo de Pirogoff es un espacio triangular de la porción superior del cuello, comprendido entre el tendón intermedio del músculo digástrico, el nervio hipogloso y, el borde posterior del músculo milohioideo.
Contiene la arteria lingual y la vena lingual superficial.